# Hume (cráter)

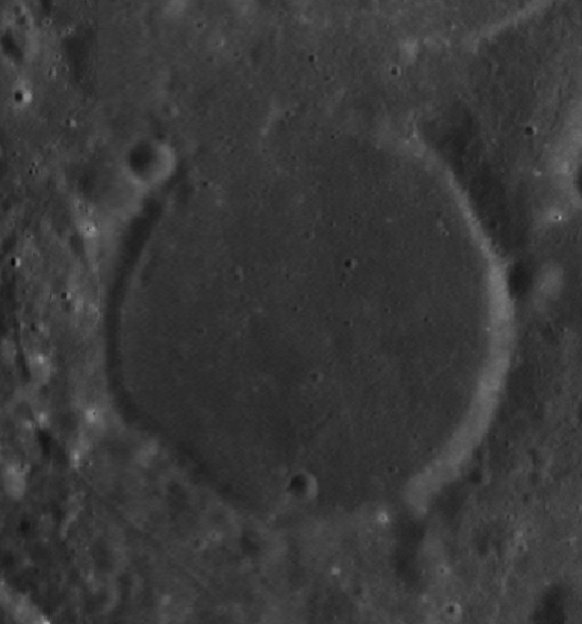
Fotografía de la misión
Lunar Reconnaissance Orbiter.

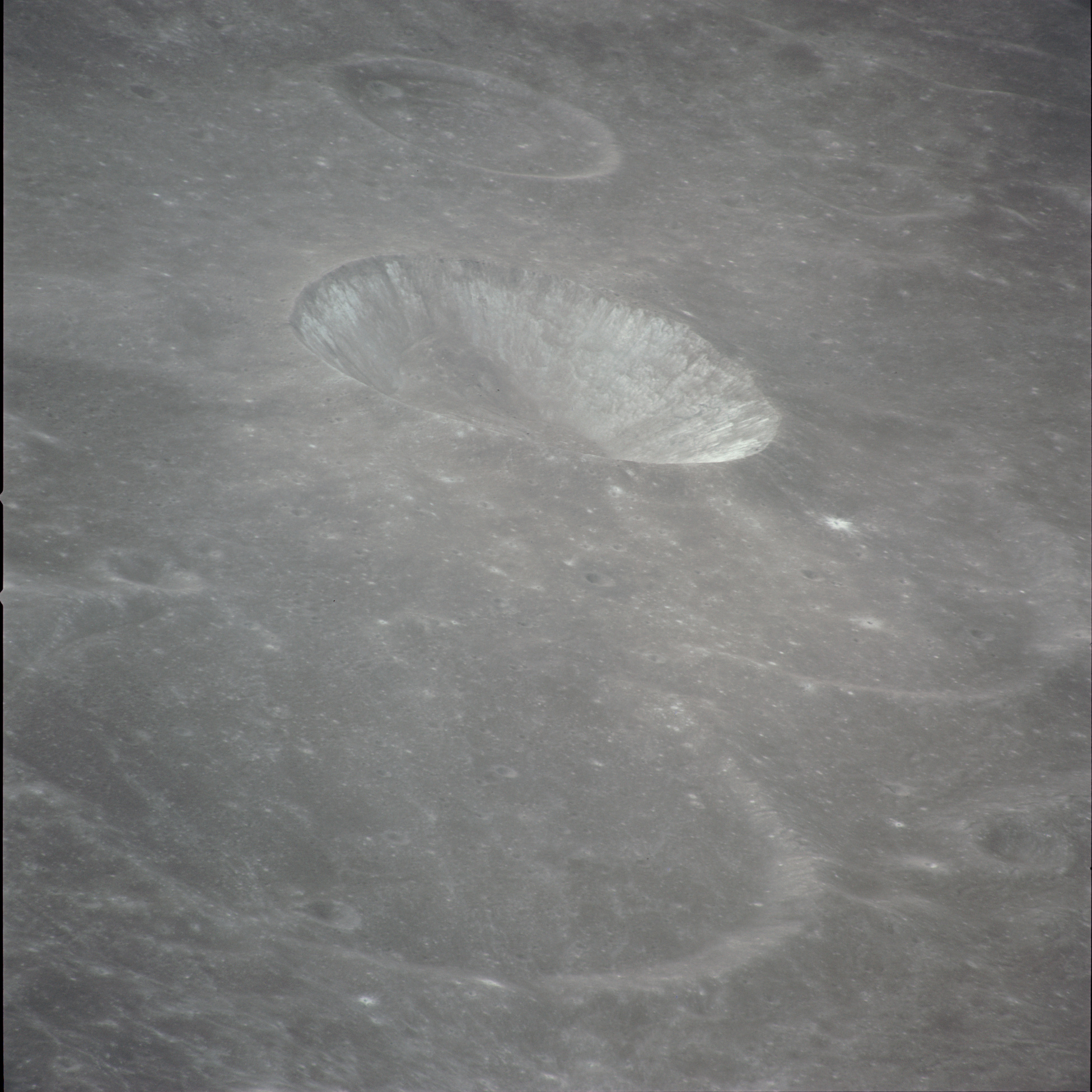
Fotografía de la misión Apolo 14.

Hume es un pequeño cráter de impacto que se encuentra próximo a la extremidad oriental de la Luna, cercano al borde sureste del Mare Smythii. Se halla justo al límite de la cara oculta de la Luna, pero a menudo se pone a la vista de la Tierra debido a la libración. Hume se encuentra justo al oeste-noroeste del cráter Hirayama, mucho más grande, y al noreste del cráter inundado de lava Swasey.
|  |

Hume también ha sido inundado por los flujos de lava basáltica, dejando solo un borde delgado proyectándose sobre la superficie. Su suelo interior es nivelado y tiene el mismo bajo albedo que el mar lunar situado al noroeste. El brocal presenta una gran abertura en el extremo norte, con la plataforma abierta al exterior. Hume no está marcado por ningún impacto destacable.

## Cráteres satélite
Por convención estos elementos se identifican en los mapas lunares colocando la letra en el lado del punto medio del cráter que está más cercano a Hume.
|      | \| Hume \| Coordenadas \| Diámetro \| \| ---- \| --------------------------- \| -------- \| \| A \| 3°48′S 90°36′E / -3.8, 90.6 \| 25 km \| \| Z \| 3°36′S 90°24′E / -3.6, 90.4 \| 14 km \| |          |
| Hume | Coordenadas | Diámetro |
| A    | 3°48′S 90°36′E / -3.8, 90.6 | 25 km    |
| Z    | 3°36′S 90°24′E / -3.6, 90.4 | 14 km    |